# 1105 (szám)
Az 1105 (római számmal: MCV) az 1104 és 1106 között található természetes szám.

## A szám a matematikában
A tízes számrendszerbeli 1105-ös a kettes számrendszerben 10001010001, a nyolcas számrendszerben 2121, a tizenhatos számrendszerben 451 alakban írható fel.
Az 1105 páratlan szám, összetett szám, szfenikus szám. Kanonikus alakja 51 · 131 · 171, normálalakban az 1,105 · 103 szorzattal írható fel. Nyolc osztója van a természetes számok halmazán, ezek növekvő sorrendben: 1, 5, 13, 17, 65, 85, 221 és 1105.
Carmichael-szám.
Bármely nála kisebb számnál többféleképpen fejezhető ki két négyzetszám összegeként:

1105 = 16 + 1089 = 4² + 33²

1105 = 81 + 1024 = 9² + 32²

1105 = 144 + 961 = 12² + 31²

1105 = 529 + 576 = 23² + 24².
Középpontos négyzetszám, tízszögszám, tizenhatszögszám.
Az 1105 negyvenhat szám valódiosztó-összegeként áll elő, ezek közül a legkisebb a 4475.

## Csillagászat
- 1105 Fragaria kisbolygó